# Omicidio di Graziella Mansi
L'omicidio di Graziella Mansi fu un caso di cronaca nera avvenuto ad Andria il 19 agosto 2000; la vittima fu una bambina di soli otto anni uccisa da cinque ragazzi del posto, ovvero Pasquale Tortora, Michele Zagaria, Giuseppe Di Bari, Domenico Margiotta e Vincenzo Coratella. 
I cinque, a turno, abusarono sessualmente della bambina per poi bruciarla viva in un bosco ai piedi del Castel del Monte.  

## Storia
Graziella Mansi, nata il 9 luglio 1992 da Vincenzo Mansi e Giovina Antolino, era una bambina di otto anni che viveva con la famiglia ad Andria. La sera del 19 agosto 2000 stava giocando vicino al banco delle noccioline gestito dal nonno paterno Vittorio a pochi passi dal Castel del Monte. Graziella disse al nonno che sarebbe andata alla fontanella vicina per riempire una bottiglia, Vittorio Mansi la lasciò andare ma dopo venti minuti la bambina non era ancora tornata. La famiglia cominciò a pensare che potesse essere successo qualcosa di grave a Graziella e cominciarono subito le ricerche coordinate da Vincenzo e Vittorio, padre e nonno della bambina. A notte fonda, vennero ritrovati i resti carbonizzati di Graziella su un letto di sterpaglie bruciacchiate nella pineta ai piedi di Castel del Monte. L'autopsia rivelò che il cadavere della bambina presentava lesioni vaginali nonostante le mutandine fossero intatte: questo portò a pensare che chi avesse rapito Graziella fosse un pedofilo della zona che, in seguito alla violenza, aveva bruciato il corpo senza vita della piccola.

## Indagini
Dopo il ritrovamento dei resti di Graziella, le autorità interrogarono a tappeto tutti i residenti della zona e tutti i conoscenti della bambina. Emerse il profilo del diciottenne Pasquale Tortora, parcheggiatore abusivo che si presentava spesso davanti alla bancarella di Vittorio Mansi. Gli amici lo schernivano dicendogli che era "innamorato" di Graziella, in quanto la guardava spesso ma senza mai destare preoccupazione. Durante l'interrogatorio dirà agli inquirenti "mi piaceva, era bella" e dopo essere stato torchiato per ore ammetterà la sua responsabilità nella morte della bambina. Raccontò di averla portata nel bosco con la scusa di farle vedere dei cuccioli, poi l'avrebbe aggredita e bruciata viva. Fece anche il nome dei suoi complici, quattro ragazzi tra i 18 e i 20 anni: Michele Zagaria, Giuseppe Di Bari, Domenico Margiotta e Vincenzo Coratella. Solo due dei quattro ragazzi, interrogati separatamente, crollarono davanti agli inquirenti. Raccontarono che si erano appostati nel bosco e che saltarono fuori appena videro arrivare Tortora con Graziella: a turno, la tormentarono e la stuprarono ripetutamente. Affermarono che già da giorni meditavano di rapire una persona e darle fuoco, per puro divertimento, ma dissero che non era nei loro piani iniziali abusare sessualmente di lei. Dopo averla torturata e stuprata, i cinque legarono Graziella a un mucchio di sterpaglie e le diedero fuoco quando la piccola era ancora viva. In seguito, l'autopsia rivelò che Graziella era morta per le ustioni. 

## Processo
Tutti e cinque i ragazzi furono rinviati a giudizio con l'accusa di sequestro di persona, sevizie su minore e omicidio premeditato. L'unico a venire giudicato con rito abbreviato fu Pasquale Tortora, che venne condannato a 30 anni di reclusione. Zagaria, Di Bari, Margiotta e Coratella furono invece condannati all'ergastolo con isolamento diurno di un anno. Coratella si tolse la vita il 13 dicembre 2008 impiccandosi nella sua cella del carcere di Borgo San Nicola, a Lecce, dopo aver lasciato delle lettere dove diceva "la mia vita è finita" e proclamava la sua innocenza. Dopo 24 anni di reclusione, Tortora è stato scarcerato il 15 febbraio 2024 mentre Zagaria, Di Bari e Margiotta continuano a scontare la loro pena. Il 30 novembre 2004, all'indomani della sentenza della cassazione che ha confermato le condanne per i cinque ragazzi, diversi familiari di questi ultimi furono accusati di falsa testimonianza. Il sostituto procuratore della Repubblica di Trani Francesco Bretone accusò Teresa e Lorenzo Di Bari (sorella e padre di Giuseppe Di Bari), Giovanni Zagaria e Riccardina Liso (fratello e madre di Michele Zagaria) e Marianna Di Bari (madre di Domenico Margiotta) di aver fornito falsi alibi ai loro familiari. Inoltre, Michele Zagaria e Domenico Margiotta furono accusati di calunnia in quanto durante il processo avevano incolpato i carabinieri di Andria che, secondo loro, avevano suggerito ai ragazzi la versione da rendere per poter tornare prima a casa.

## Funerali
Il 3 dicembre 2022, a 22 anni dall'omicidio, sono stati celebrati i funerali di Graziella in una cerimonia che ha visto partecipare la famiglia della bambina e tutte le autorità civili e militari della città di Andria. Alla bambina è stato dedicato il Parco "Graziella Mansi" ad Andria. 